# Луций Миниций Натал
Луций Миниций Наталис (на латински: Lucius Minicius Natalis) e римски сенатор и суфектконсул през 106 г.
Произлиза от Барцино, днешна Барцелона, провинция Тараконска Испания. През 101 г. той е легат в провинция Африка и става проконсул.
Луций Миниций Наталис е легат на VII Благороден и лоялен Клавдиев легион. През 101/102 г. легионът се бие под неговото командо в Първата война против даките на Траян. Той получава награди.
През 103 – 105 той е легат на III Августов легион в Нумидия. През 106 г. по времето на Траян става суфектконсул в Рим. След това той е curator alvei Tiberis et riparum et cloacarum urbis. В последните години на Траян той става управител на провинция Горна Панония. По времето на Адриан през 121/122 е проконсул на Африка.
В родния си град Барцино той строи баня с воден канал до нея. Неговия син Луций Миниций Наталис Квадроний Вер e суфектконсул през 139 г.